# 81 Близнецов
81 Близнецов (лат. 81 Geminorum), g Близнецов (лат. g Geminorum) — двойная звезда в созвездии Близнецов на расстоянии приблизительно 355 световых лет (около 109 парсеков) от Солнца. Видимая звёздная величина звезды — +4,89m. Орбитальный период — около 1520 суток (4,2 года). Возраст звезды оценивается как около 6,32 млрд лет.

## Характеристики
Первый компонент — оранжевый гигант спектрального класса K4III. Масса — около 1,22 солнечной, радиус — около 33,7 солнечных, светимость — около 287,3 солнечных. Эффективная температура — около 4095 К.